# Illang : La Brigade des loups
Pour plus de détails, voir Fiche technique et Distribution.
Illang : La Brigade des loups (hangeul : 인랑 ; RR : Inrang, littéralement « Loup-garou ») est un film de science-fiction sud-coréen coécrit et réalisé par Kim Jee-woon, sorti en 2018. Il s’agit de l’adaptation du film d’animation japonais Jin-Roh, la brigade des loups de Hiroyuki Okiura (人狼, 1999) et du manga Kerberos Panzer Cop (犬狼伝説) de Mamoru Oshii.
Doté d'un budget de 17 millions $, le film reçoit des critiques mitigées et est un grand échec au box-office sud-coréen de 2018 puisqu'il n'attire que 898 945 spectateurs (6,2 millions $ de recettes) ; il avait besoin d'atteindre au moins les 2,4 millions de spectateurs pour rentrer dans ses frais,.

## Synopsis
En 2024, après des bouleversements géopolitiques, la péninsule coréenne fait face à de nouveaux défis. Après cinq années de préparation, en 2029, la Corée du Sud et la Corée du Nord se préparent à se réunifier. Des habitants se manifestent contre cette idée et, de plus en plus nombreux, se montrent violents envers le gouvernement. Parmi cette foule se faufile un groupe terroriste anti-réunification appelé « Sect » qui sème la terreur en ville. Les dirigeants et la police créent donc une nouvelle unité spéciale pour les arrêter…

## Fiche technique
Sauf indication contraire, les informations mentionnées dans cette section peuvent être confirmées par la base de données cinématographiques IMDb,  présente dans la section « Liens externes ».
- Titre original : 인랑
- Titre français : Illang : La Brigade des loups
- Titres de travail : Jin-Roh et Inrang
- Réalisation : Kim Jee-woon
- Scénario : Jeon Cheol-hong et Kim Jee-woon, d’après le manga Kerberos Panzer Cop (犬狼伝説) de Mamoru Oshii
- Direction artistique : Jo Hwa-sung[3]
- Costumes : Eddie Yang
- Photographie : Lee Mo-gae[3]
- Montage : Yang Jin-mo[3]
- Musique : Mowg
- Production : Kim Woo-sang ; Kim Lewis Tae-wan (délégué)[4]
- Sociétés de production : Lewis Pictures ; Union Investment Partners (coproduction)
- Sociétés de distribution : Warner Bros. ; Netflix (international)[5]
- Budget : 20 milliards de won (17 millions de dollars)[6]
- Pays d’origine :  Corée du Sud
- Langue originale : coréen
- Format : couleur
- Genre : science-fiction
- Durée : 138 minutes
- Dates de sortie :
  - Corée du Sud : 25 juillet 2018
  - Mondial : 19 octobre 2018 (Netflix)

## Distribution
Sauf indication contraire ou complémentaire, les informations mentionnées dans cette section peuvent être confirmées par la base de données Hancinema.
- Kang Dong-won (VF : Sébastien Desjours) : Im Joong-kyeong
- Han Hyo-joo (VF : Adeline Chetail) : Lee Yoon-hee
- Jeong Woo-seong (VF : Damien Ferrette) : Jang Jin-tae
- Kim Moo-yeol (VF : Martin Faliu) : Han Sang-woo
- Choi Minho : Kim Cheol-jin
- Han Ye-ri : Goo Mi-kyeong
- Shin Eun-soo : la fille au chapeau rouge
- Kim Bup-rae (VF : Thierry Ragueneau) : Park Moo-yeong, le dirigeant spécial
- Lee Dong-ha : Park Cheol-woo
- Choi Jin-ho (VF : Arnaud Bedouët) : Park Jeong-gi, le secrétaire principal du Président
- Jung Won-joong : Kim Myeong-bae, le chef de la police nationale

Sources et légende : Version française (VF) selon le carton de doublage Netflix.

## Production

### Tournage
Le tournage débute le 16 août 2017 au Studio Cube, le plus grand studio de cinéma en Corée du Sud ; il s’achève le 23 mars 2018.

### Musique
La musique du film est composée par Mowg.
Certains thèmes, tel que "Grace", par Hajime Mizoguchi et Yoko Kanno, sont directement repris de la B.O. de Jin Roh (Mizoguchi étant le musicien attitré de cet anime).

## Accueil

### Sorties et festivals
Illang : The Wolf Brigade sort le 25 juillet 2018. Avant cette sortie nationale y a lieu la soirée du tapis rouge pour la présentation du film retenue le 18 juillet 2018 au Times Square Mall à Yeongdeungpo-gu avec le réalisateur et les acteurs, ainsi que l’avant-première en plein week-end du 20-22 juillet, comptant 19 666 entrées.
Le 17 juillet 2018, selon Variety, Netflix acquiert les droits internationaux de ce film, sur lequel il est diffusé à partir du 19 octobre 2018.
Il est sélectionné et présenté en compétition au Festival international du film de Saint-Sébastien en septembre 2018 pour la Coquille d'or, deuxième film du réalisateur sud-coréen à être invité dans cette catégorie après J'ai rencontré le Diable (악마를 보았다, 2010).

### Critiques
Le scénariste Mamoru Oshii a assisté à cette adaptation de son film original et l’a applaudi : « C'est un film intense qui donne beaucoup à réfléchir… L'équilibre entre graphismes réalistes et technologies futuristes comme l'armure et les différentes armes étaient très impressionnantes ».

### Box-office
| Pays ou région | Box-office      | Date d'arrêt du box-office | Nombre de semaines |
| -------------- | --------------- | -------------------------- | ------------------ |
| Monde          | —               | —                          | —                  |
| Corée du Sud   | 898 945 entrées | 8 août 2018                | —                  |
| France         | —               | —                          | —                  |

Au premier jour de sa sortie nationale, le 25 juillet 2018, plus de 270 000 billets ont été vendus en Corée du Sud, malgré les critiques du public.

## Illang: Prequel
Yoon Tae-ho, scénariste de Webtoon, s’est penché sur un préquelle intitulé Illang: Prequel dont l’histoire remonte à cinq ans avant les évènements du film Illang : The Wolf Brigade. Ce projet est dirigé par Kakao Pages et Daum. Le drama sort le 27 juin 2018 — début d'une série hebdomadaire de chapitres qui conduiront à la sortie du long métrage prévue le 25 juillet 2018.

## Distinctions
Nominations et sélections
- Festival international du film de Saint-Sébastien 2018 — Sélection officielle : Coquille d'or[13]
- Buil Film Awards 2018[16] :
  - Meilleure direction de la photographie pour Lee Mo-gae
  - Meilleure direction artistique pour Jo Hwa-sung
- Grand Bell Awards 2018 : en attente[17]
  - Meilleur éclairage pour Lee Sung-hwan
  - Meilleurs costumes pour Jo Sang-kyung
  - Technical Award